# Desmiphora x-signata
Desmiphora x-signata är en skalbaggsart som beskrevs av Julius Melzer 1935. Desmiphora x-signata ingår i släktet Desmiphora och familjen långhorningar. Inga underarter finns listade i Catalogue of Life.